# Ваттай
Міжнародний аеропорт Ваттай (лаос. ສະ ຫນາມ ບິນ ສາ ກົນ ວັດ ໄຕ) — один з небагатьох міжнародних аеропортів Лаосу, розташований за 3 кілометри від столиці країни, В'єнтьяна. В аеропорту два термінали: невеликий старий для місцевих перельотів і новий, міжнародний.
У власності аеропорту знаходиться центральний офіс Lao Air .
24 березня 1976 в аеропорту під час шторму сталося пошкодження декількох Douglas C-47 Skytrain, що відносяться до Royal Air Lao   .